# Callopsylla lagomys
Callopsylla lagomys är en loppart som först beskrevs av Wagner 1898.  Callopsylla lagomys ingår i släktet Callopsylla och familjen fågelloppor. Inga underarter finns listade i Catalogue of Life.